# Pierikos
Maillots
Le Syndesmos Filathlon Katerinis Pierikos (en grec moderne : Σύνδεσμος Φιλάθλων Κατερίνης Πιερικός / Association de supporters de Pierian de Katerini), plus couramment abrégé en SFK Pierikos, est un club grec de football fondé en 1961 et basé dans la ville de Katerini.

## Histoire du club

### Historique du club
- 1961-1962 : Beta Ethniki
- 1962-1972 : Alpha Ethniki
- 1972-1975 : Beta Ethniki
- 1976-1978 : Alpha Ethniki
- 1978-1979 : Beta Ethniki (aurait dû être promu en 1re division mais est reconnu coupable de corruption - relégation en Gamma Ethniki)
- 1979-1980 : Gamma Ethiki
- 1980-1984 : Beta Ethniki
- 1984-1985 : Alpha Ethniki
- 1985-1991 : Beta Ethniki
- 1991-1993 : Alpha Ethniki
- 1993-2001 : Beta Ethniki
- 2001-2002 : Gamma Ethniki
- 2002-2005 : Ligue amateur
- 2005-2007 : Gamma Ethniki
- 2007-2015 : Beta Ethniki
- 2015-     : Gamma Ethniki

### Histoire
Pierikos naît de la fusion de 2 clubs de la ville de Katerini, le Megas Alexandros et l'Olympos Katerinis, le 11 avril 1961. Le Megas Alexandros avait participé au championnat de première division la saison précédente mais avait été finalement relégué. La fusion des 2 clubs était inévitable afin de permettre à la ville de Katerini d'avoir un club en Alpha Ethniki (1re division).
Le meilleur résultat du club en Championnat de première division est une 5e place, obtenue lors de la saison 1964-65. En Coupe, Pierikos atteint la finale en 1963 et la demi-finale en 1964 (mais a posteriori considérée comme une finale puisque l'autre demi-finale, interrompue, n'a jamais été achevée).
Le club évolue en Beta Ethniki, la deuxième division grecque, lors de la saison 2009-2010, après avoir terminé à la 10e place du championnat lors de la précédente saison.

## Palmarès
| Compétitions nationales                                           |
| ----------------------------------------------------------------- |
| - Championnat de Grèce D3 : - Vice-champion : 1962-63 et 1963-64. |

## Personnalités du club

### Présidents du club
- Vassilis Kapetanakis

### Entraîneurs du club
| - Lukas Aurednik (1961 - 1962) - Kleánthis Vikelídis (1962) - Alexi Petrović (1962 - 1964) - Alekos Helidonis (1964) - Béky Bertalan (1964 - 1966) - Vaggelis Karafoulidis (1965 - 1966) - Dezső Bundzsák (1966 - 1968) - Božidar Drenovac (1968 - 1969) - Kostas Karapatis (1969 - 1970) - Rudolf Illovszky (1970 - 1971) - Kostas Karapatis (1971 - 1972) - Giorgos Mageiras (1972) - Vaggelis Karafoulidis (1974) - Charis Kreopolidis (1974) - Nikos Alefantos (1974 - 1975) - Jane Janevski (1975) - Dimitris Paraskevopoulos (1975 - 1976) - Giannis Kollias (1976 - 1977) - Panos Markovic (1977 - 1978) - Thanassis Soulis (1978) - Christos Archontidis (1978 - 1979) - Rudolf Illovszky (1980 - 1981) - Dimitris Liapis (1981) - Vaggelis Karafoulidis (1981 - 1982) - Giorgos Siontis (1982) - Christos Theodoridis (1982) - Theodoros Kiziroglou (1982 - 1983) | - Thanassis Trouliaris (1983) - Nikos Mitrakas (1983 - 1984) - Dezső Bundzsák (1984 - 1985) - Kostas Chatzimichael (1985) - Tasos Anastasiadis (1985 - 1986) - Dimitris Liapis (1986) - Theodoros Kiziroglou (1986) - Stavros Diamantopoulos (1986 - 1988) - Stefanos Chaitas (1988) - Kostas Aidiniou (1989) - Dimitris Liapis (1989 - 1990) - Christos Archontidis (1990) - Giannis Mantzourakis (1990 - 1993) - Vasilis Antoniadis (1998 - 2000) - Bogoljub Ranđelović (2000) - Lakis Papaioannou (2000 - 2001) - Leonidas Bilis (2005) - Nikos Argyroulis (2005 - 2006) - Georgios Vazakas (2006 - 2007) - Thomas Kost (2007 - 2008) - Giannis Bikoudis (2008) - Vasilis Papachristou (2008) - Soulis Papadopoulos (2008 - 2009) - Georgios Mavromoustakidis (2009) - Makis Katsavakis (2009) - Soulis Papadopoulos (2009 - 2010) - Georgios Chatzaras (2010) - Stavros Diamantopoulos (2010 - 2011) | - Soulis Papadopoulos (2011 - 2011) - Georgios Chatzaras (2012) - Soulis Papadopoulos (2012) - Nikos Goulis (2012) - Dušan Mitošević (2012 - 2013) - Giorgos Foiros (2013) - Nikos Theodosiadis (2013 - 2014) - Giorgos Kamberidis (2014) - Michalis Ziogas (2014) - Thomas Grafas (2014 - 2015) - Alexandros Alexiou (2015) - Nikolaos Zalikas (2015) - Giorgos Kamberidis (2015 - 2016) - Nikolaos Zalikas (2016) - Michalis Ziogas (2016 - 2017) - Nikos Theodosiadis (2017) - Giorgos Kamberidis (2017 - 2018) - Leonidas Bilis (2018) - Michalis Ziogas (2018) - Nikos Theodosiadis (2018 - 2019) - Apostolos Stylos (2019) - Sakis Papavassileiou (2019 - 2021) - Marios Panagiotou (2021) - Nikos Theodosiadis (2021 - 2022) - Georgios Vazakas (2022) - Leonidas Bilis (2022 - 2023) - Giorgos Kamberidis (2023) - Nikos Andronikou (2023 - ) |

### Anciens grands joueurs du club
Voici quelques-uns des grands joueurs internationaux ayant porté les couleurs du club (entre parenthèses le nombre de sélections et de buts marqués en équipe nationale) :
| - Yiannis Christoforidis (2/0) - Nikos Pantazis (1/0) - Dinos Kampas (3/0) - Nikos Kalampakas (3/0) | - Lakis Papaioannou (38/2) - Yiorgos Kostikos (35/3) - Asteris Giotsas (3/0) - Kostas Konstantinidis (38/1) | - Bogoljub Ranđelovic (0/0) - Janez Pate (6/3) - Thomas Kyparissis (14/2) - Yiorgos Chatzizisis (2/0) |